# Edward Robert Hughes
Edward Robert Hughes (5 de novembre de 1851 – 23 d'abril de 1914) va ser un pintor anglès que va treballar en un estil influït pel Prerafaelitisme i l'esteticisme. Alguns de les seves obres conegudes millors són Midsummer Eve i Nit amb el seu tren d'estrelles. Hughes era el nebot d'Arthur Hughes i ajudant d'estudi de William Holman Hunt. Sovint feia servir aquarel·la o guaix. Va ser elegit ARWS el 1891, i va triar com el seu treball per a l'elecció com a membre de ple dret una peça mística inspirada en un vers de l'Amor Mundi de Christina Rossetti. Va experimentar amb tècniques ambicioses i era un perfeccionista; va fer nombrosos estudis per a molts dels seus quadres, alguns dels quals van resultar ser prou bons com per a ser exposats.
Per un temps, Hughes va ser l'assistent del ja ancià William Holman Hunt. El va ajudar quan la seva malaltia estava molt avançada amb la versió de La llum del Món actualment a la catedral de Saint Paul. Va morir el 23 d'abril de 1914 a la seva casa de camp (Romeland, 3) a Saint Albans (Hertfordshire).
Els seus treballs estan exposats en col·leccions públiques com Bradford Museums and Galleries, Cambridge & County Folk Museum, Maidstone Museum & Art Gallery, Bruce Castle Museum, Kensington & Chelsea Local Studies, Birmingham Museum and Art Gallery, the Ashmolean Museum, Oxford, the Harris Museum & Art Gallery, Preston, and the National Trust for Scotland.

Edward Robert Hughes
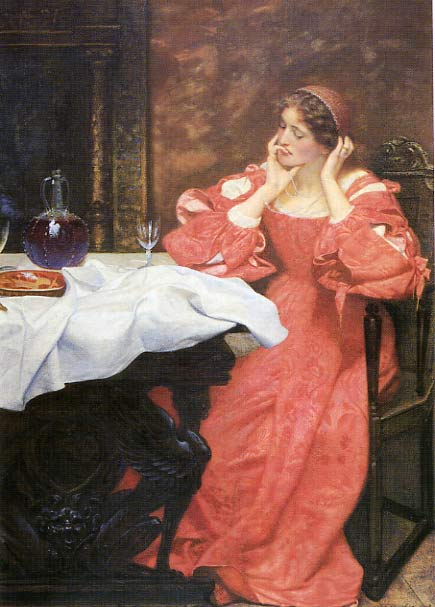
La Musaranya Katherina
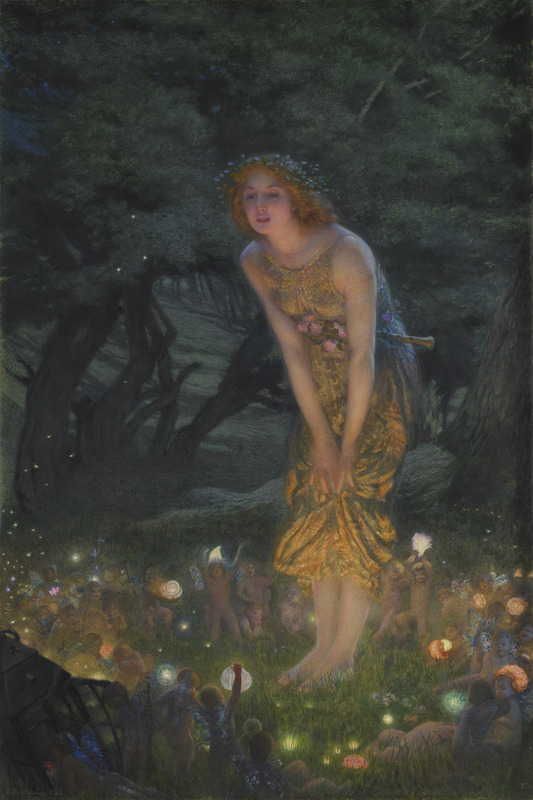
Nit de Solstici, c. 1908
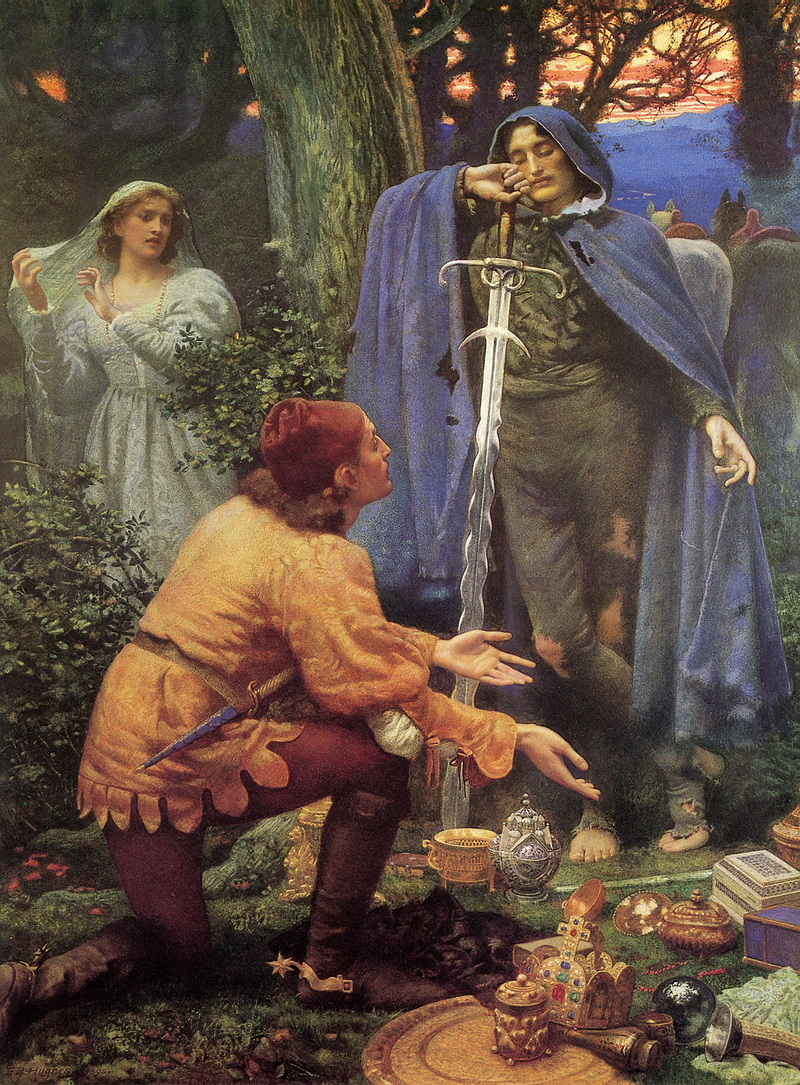
La núvia de Bertuccio
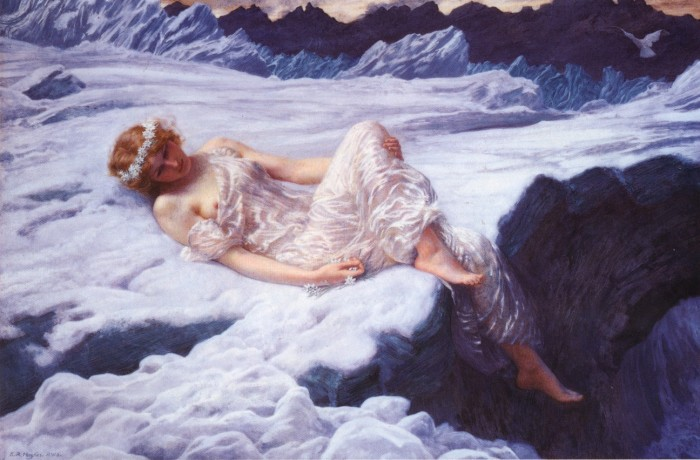
Cor de neu
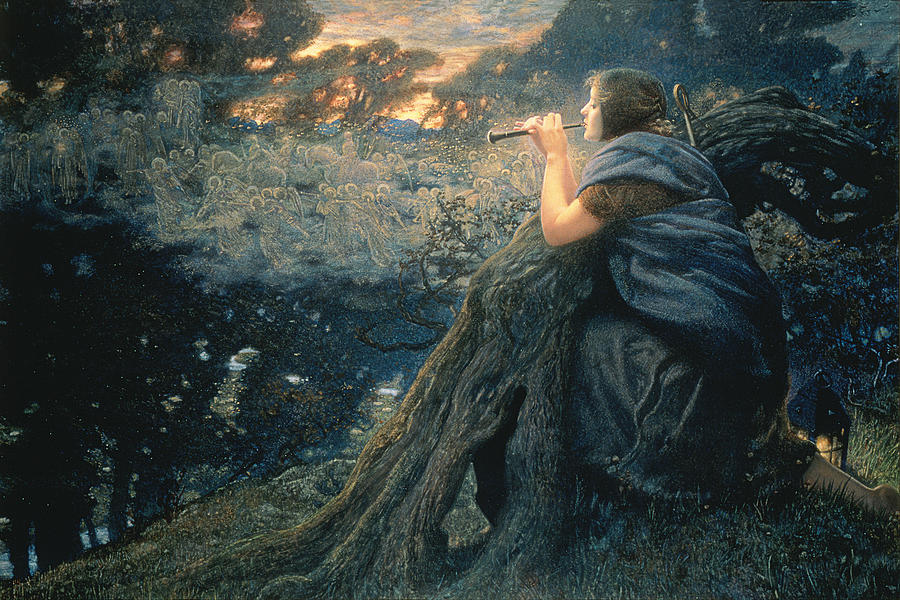
Fantasia d'estiu
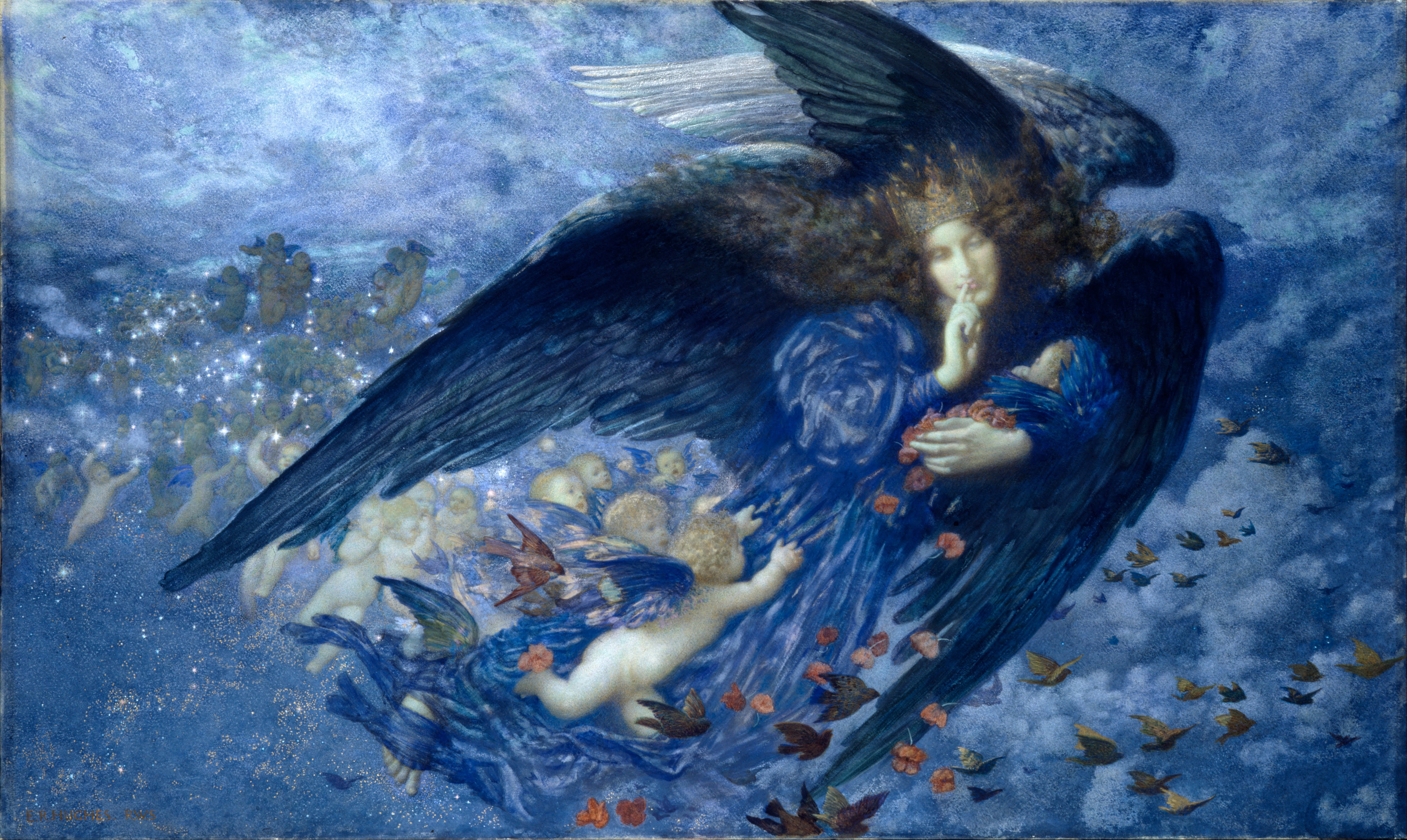
Nit amb el seu Tren d'Estrelles